# Везенбергский уезд
Ве́зенбергский (Ви́рляндский) уе́зд — административная единица в составе Эстляндской губернии Российской империи, существовавшая в 1745—1920 годах. Центр — город Везенберг.

## География
Везенбергский уезд располагался в восточной части Эстляндской губернии и занимал 6097,5 кв. вёрст. Прилегая всей северной стороной к Финскому заливу, уезд в общем представлял плоскую (от 200 до 400 футов) возвышенность, понижающуюся к югу и северо-западу. К морю плоскость эта подходит крутым береговым уступом; местами впереди этих уступов (назв. «глинта») вдоль моря, на протяжении 1—3 вёрст, образовались песчаные низменности. Начинаясь в северо-западной части уезда, береговые уступы, состоящие большей частью из наносных дюн, покрытых перелесками, тянутся, часто прерываясь, к югу, образуя местами вдоль морского берега живописные местности.

## История
В 1745 году в составе Ревельской губернии был образован Вирляндский дистрикт. В 1783 году Ревельская губерния преобразована в Ревельское наместничество, а Вирляндский дистрикт — Вирляндский крейс. В 1796 году в результате реформы Ревельская губерния переименована в Эстляндскую, а Вирляндский крейс преобразован в Везенбергский уезд.
В 1920 году уезд был упразднён, его территория вошла в состав Эстонской Республики.

## Население
По переписи 1897 года население уезда составляло 120 230 человек, в том числе в Везенберге — 5890 жителей, в местечке Усть-Нарова — 2000 жителей.

### Национальный состав
Национальный состав по переписи 1897 года:
- эстонцы — 108 522 чел. (90,3 %),
- русские — 8714 чел. (7,2 %),
- немцы — 2295 чел. (1,9 %),